# Isac Mellgren
Isac Mellgren, född 13 oktober 1754 i Sala  , död 20 mars 1832 i Leksand, var en svensk präst. 
Mellgren var son till fältskären och rådmannen Arvid Mellgren och hans hustru Sara Werwik. Han prästvigdes för Västerås stift 1779 med tjänst hos överste H. G. Aminoff på Hässlö, men fick i stället tjänst som extraordinarie predikant vid Livregementet till häst. Mellgren befordrades till hovpredikant 1783 och ordinarie hovpredikant och ledamot av hovkonsistoriet 1791 med särskilt ansvar för pastoralvården vid hovförsamlingen samt fungerade som hertig Karls  enskilde hovpredikant och dekanus i hovkonsistoriet 1792. År 1795 utnämndes han till kyrkoherde i Kristine församling i Falu stad och blev kontraktsprost 1803. Mellgren blev teologie doktor vid Uppsala universitet 1809. År 1814 utnämndes han till kyrkoherde i Leksand och var kontraktsprost 1815–1820. Mellgren var riksdagsman 1809, 1810 och 1812.